# George de Relwyskow
George de Relwyskow (n. 18 iunie 1887, Londra, Regatul Unit al Marii Britanii și Irlandei – d. 9 noiembrie 1942) a fost un luptător ce a reprezentat Regatul Unit al Marii Britanii și al Irlandei de Nord, medaliat olimpic. A participat la o ediție a Jocurilor Olimpice (1908) în care a câștigat o medalie de aur și o medalie de argint.